# Difenylfosfine
Difenylfosfine is een organische verbinding uit de stofklasse der fosfanen. Het is verwant met trifenylfosfine.

## Synthese
Difenylfosfine kan door hydrogenering van chloordifenylfosfine met lithiumaluminiumhydride verkregen worden:
{\displaystyle {\ce {4(C6H5)2PCl + LiAlH4 -> (C6H5)2PH + AlCl3 + LiCl}}}
Ook de reactie van trifenylfosfine met metallisch lithium leidt tot de vorming van difenylfosfaan (na zure hydrolyse):
{\displaystyle {\ce {P(C6H5)3 + 2Li -> (C6H5)2PLi + C6H5Li}}}
{\displaystyle {\ce {(C6H5)2PLi + H+ -> (C6H5)2PH + Li+}}}

## Eigenschappen
Difenylfosfine reageert als een zeer zwak zuur alleen met sterke basen tot het difenylfosfide-anion, dat door resonantie gestabiliseerd wordt.

## Toepassingen
Het anion, verkregen uit de reactie van difenylfosfaan met kalium- of lithiumhydroxide, kan als nucleofiel aangewend worden in substitutiereacties. Veel van de fosfineliganden als bis(difenylfosfino)methaan of 1,3-bis(difenylfosfino)propaan worden op deze manier gesynthetiseerd.